# Dietrich Gerhardt (Slawist)

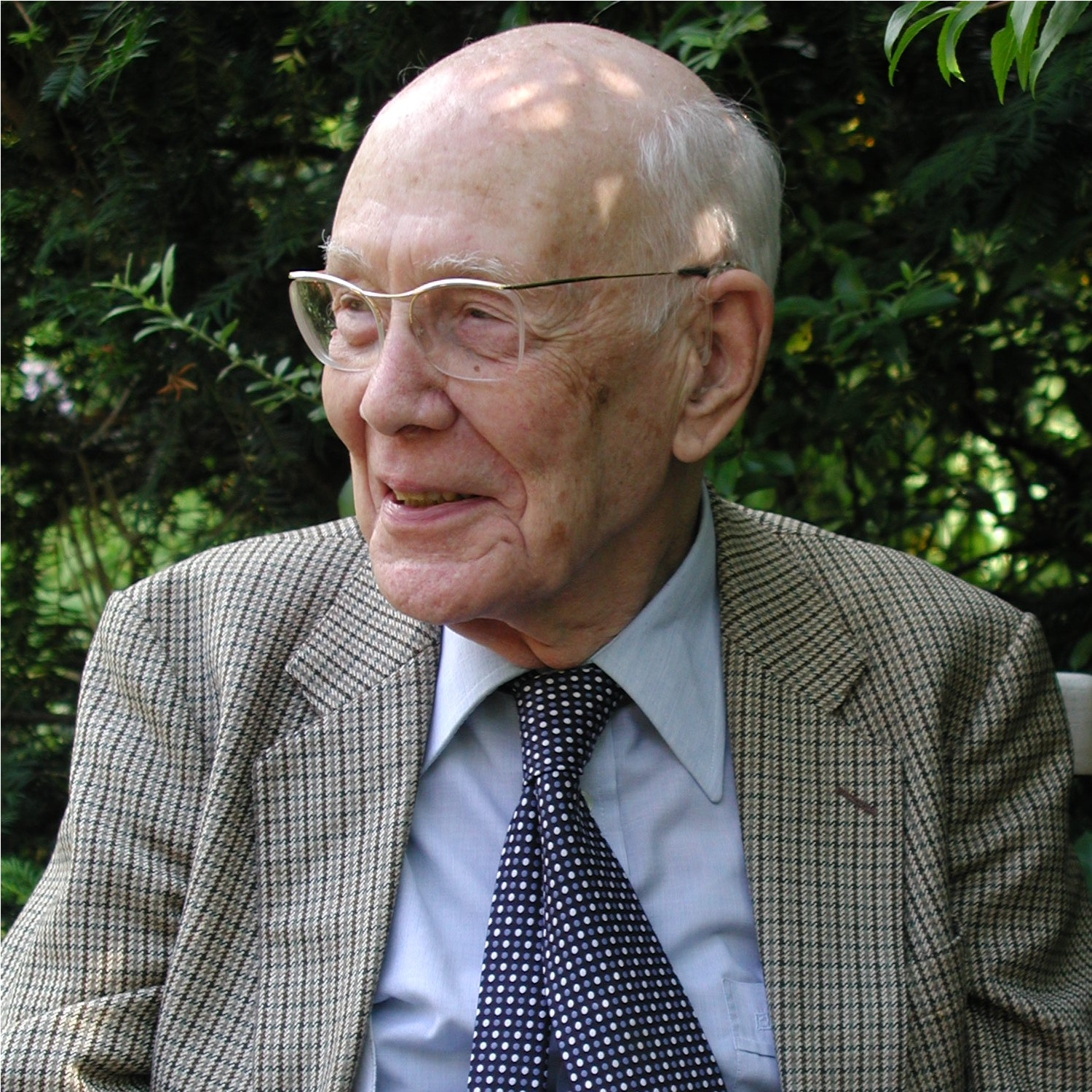
Dietrich Gerhardt (2003)

Dietrich Kurt Gerhardt (* 11. Februar 1911 in Breslau; † 20. November 2011 in Hamburg) war ein deutscher Slawist.

## Leben
Dietrich Gerhardt war der Sohn des Zoologen Ulrich Gerhardt und seiner Ehefrau Renate (1877–1936), geb. Zittelmann.
Gerhardt studierte in Halle Germanistik bei Georg Baesecke, Vergleichende Sprachwissenschaft bei Franz Specht und Phonetik bei Otto Bremer. Ab 1932 wechselte er zum Studium der Slawistik bei Dmitrij Tschižewskij. 1939 wurde er dort zum Doktor phil. promoviert, der Titel seiner Dissertation lautete Gogol' und Dostojevskij in ihrem künstlerischen Verhältnis. Von 1939 bis 1942 arbeitete er am Institut für Phonetik in Braunschweig. 1946 wurde er Vorstand des Slawistischen Seminars und Lehrbeauftragter für Slawische Philologie in Erlangen.
1948 erfolgte der Ruf an die Universität Münster auf ein Extraordinariat. 1958 wurde er in Münster, 1959 in Hamburg (als Nachfolger Vsevolod Setschkareffs) auf einen ordentlichen Lehrstuhl für Slawistik berufen. Eine Gastprofessur führte ihn 1960/61 an die Harvard University. Er war 1959–1971 Direktor des Slavischen Seminars, 1962/63 Dekan und 1963/64 Prodekan der Philosophischen Fakultät in Hamburg. Gerhardts Emeritierung erfolgte 1976, seitdem veröffentlichte er noch zahlreiche Schriften. Zuletzt erschien 2008 seine Monografie Wer kauft Liebesgötter? Metastasen eines Motivs.
Der Afrikanist Ludwig Gerhardt (* 1938) ist sein Sohn.

## Wirken
Gerhardt setzte sich gemeinsam mit Eric M. Warburg, Hans W. Hertz und Karl Heinrich Rengstorf für die Gründung des Instituts für die Geschichte der deutschen Juden in Hamburg ein. Gerhardt wurde 1962 Mitglied der Joachim-Jungius-Gesellschaft der Wissenschaften, von 1968 bis 1972 war er ihr Präsident und anschließend bis 1974 ihr Vizepräsident. Er war Mitglied der Akademie der Wissenschaften in Hamburg.